# Festival Internacional de Cine de Cannes de 1951
La 4.ª edición del Festival Internacional de Cine de Cannes se desarrolló entre el 3 al 20 de abril de 1951. En el año anterior, no se celebró el festival por razones financieras. En 1951, el festival se celebró en abril en lugar de septiembre para evitar la competencia directa con la Mostra de Venecia.
Como en las dos ediciones anteriores, todo el jurado estaba compuesto por franceses. El Gran Premio del Festival fue a parar a dos películas, La señorita Julie de Alf Sjöberg y Milagro en Milán de Vittorio De Sica.
en el festival se rindió homenaje a Michèle Morgan, Jean Marais y Jean Cocteau con el galardón Victoire du cinéma français.

## Jurado

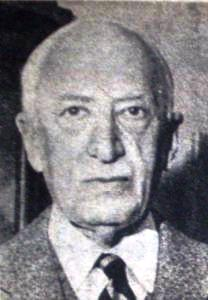
Andre Maurois, presidente del jurado

Las siguientes personas fueron nominadas para formar parte del jurado de la competición principal en la edición de 1951:
- André Maurois (author) Presidente del jurado
- Suzanne Bidault-Borel (político)
- Louis Chauvet (periodista)
- Evrard de Rouvre
- Guy Desson (MP official)
- Jacques Ibert (compositor)
- Gaby Morlay (actriz)
- Georges Raguis (union official)
- René Jeanne (crítico)
- Carlo Rim (director)
- Louis Touchagues
- Paul Vialar (autor)

Sustitutos
- Alexandre Kamenka
- Paul Verneyras (MP official)
- Paul Weill (abogado)

Cortometrajes
- Marcel De Hubsch
- Marcel Ichac
- Fred Orain
- Jesn Thevenot (periodista)

## Selección oficial
Las siguientes películas compitieron por la Gran Premio:

### En competición – películas
- Eva al desnudo de Joseph L. Mankiewicz.
- La balandra Isabel llegó esta tarde de Carlos Hugo Christensen and Luis Guillermo Villegas Blanco.
- Balarrasa de José Antonio Nieves Conde.
- Nuevo amanecer de Mark Robson.
- La versión Browning de Anthony Asquith.
- Caiçara de Adolfo Celi.
- Il Cristo proibito de Curzio Malaparte.
- La Danza del fuego de Daniel Tinayre.
- Doña Diabla de Tito Davison.
- Édouard et Caroline de Jacques Becker.
- Der Fallende Stern de Harald Braun.
- La honradez de la cerradura de Luis Escobar.
- Identité judiciaire de Hervé Bromberger.
- Los isleros de Lucas Demare.
- Juliette ou La clef des songes de Marcel Carné.
- Kavalier zolotoy zvezdy de Yuli Raizman.
- Különös házasság de Márton Keleti.
- Marihuana de León Klimovsky.
- Milagro en Milán de Vittorio De Sica.
- Spiegel van Holland de Bert Haanstra.
- La señorita Julie de Alf Sjöberg.
- Musorgskiy de Grigori Roshal.
- Napoli milionaria de Eduardo De Filippo.
- Los olvidados de Luis Buñuel.
- Osvobozhdyonnyy kitay de Sergei Gerasimov.
- Past de Martin Frič.
- Il Cammino della speranza de Pietro Germi.
- Un lugar en el sol de George Stevens.
- Robinson warszawski de Jerzy Zarzycki.
- Rumbo de Ramón Torrado.
- El pecado de Harold Diddlebock de Preston Sturges.
- Los cuentos de Hoffman de Michael Powell and Emeric Pressburger.
- Teleftaia apostoli de Nikos Tsiforos.
- Die Tödlichen Träume de Paul Martin.
- Die Vier im Jeep de Leopold Lindtberg.
- La virgen gitana de Ramón Torrado.

## Cortometrajes en competición
Los siguientes cortometrajes competían para la Palma de Oro al mejor cortometraje:
- Así es Madrid de Joaquín Soriano
- Azerbaidjan Soviètique de F. Kissiliov and M. Dadachev
- Bali, eiland der Goden de N. Drakulić
- Bim directed de Albert Lamorisse
- Carnet de plongée directed de Jacques-Yves Cousteau
- Chasse à courre au Pôle Nord de Nils Rasmussen
- Colette de Yannick Bellon
- Der gelbe Dom de Eugen Schuhmacher
- Der goldene Brunnen de H. Walter Kolm-Veltee
- Der zee ontrukt de Herman van der Horst
- En Sevilla hay una fiesta de Joaquín Soriano
- Esthonie Soviètique de V. Tomber and I. Guidine
- Ett hörn i norr de Arne Sucksdorff
- Family Portrait de Humphrey Jennings
- Festival Time de Mohan Dayaram Bhavnani
- French Canada: 1534-1848 de Bernard Devlin
- Histoire d'un Facoun Royal de István Homoki Nagy
- Homme des oasis de George Regnier
- Inondations de Al Stark and Morten Parker
- L'Algérie humaine de Jean-Charles Carlus
- L'autre Moisson de René Lucot
- L'Empire de Alberto Ancillotti
- L'Eruption de l'Etna de Domenico Paolella
- La vie due riz de Jinkichi Ohta
- La Voie Est-Ouest de K. Gordon Murray
- Lettonie Soviètique de F. Kissiliov
- Magnetism de John Durst
- New Pioneers de Baruch Dienar
- Notre-Dame de Luxembourg de Florent Antony
- Oton Joupantchitch de France Kosmač
- The Private Life of a Silk Worm de Mohan Dayaram Bhavnani
- Rajasthan N° 1 de Mohan Dayaram Bhavnani
- River of Steel de Peter Sachs
- Schwarze Gesellen de Prof. Walter Hege
- Soutyeska de Pierre Maihrovski
- Suite du de danses Berbères de Serge Debecque
- Turay de Enrico Gras
- Ukraine en Fleurs de Mikhail Slutsky
- Vertigo de Eusebio Fernández Ardavín

## Premios

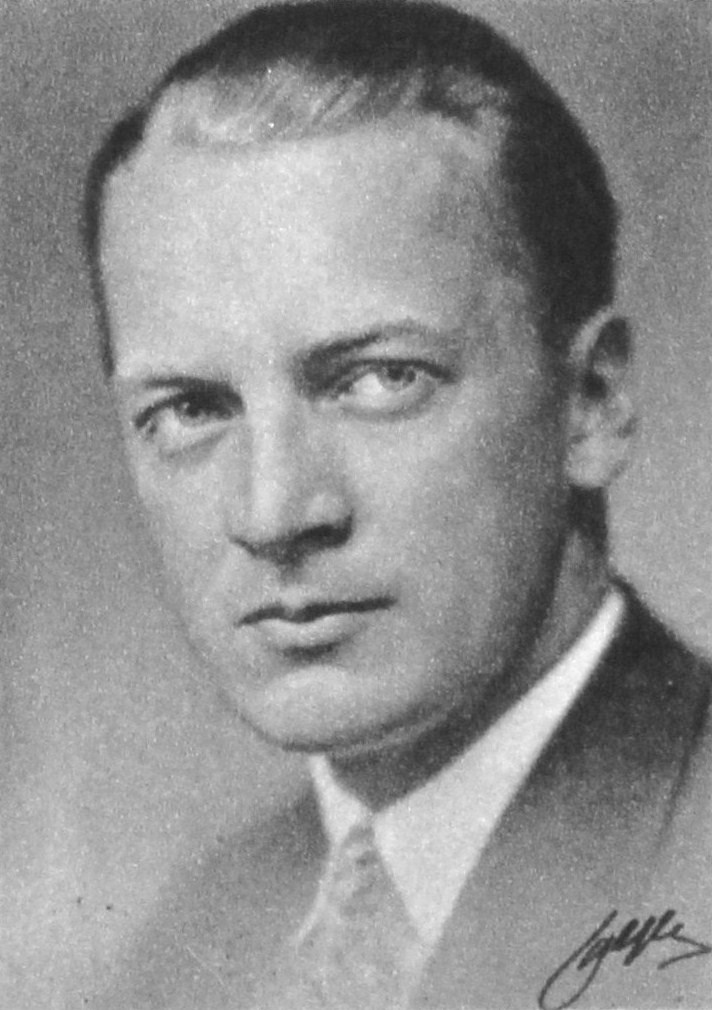
Alf Sjöberg, ganador del Gran Premio

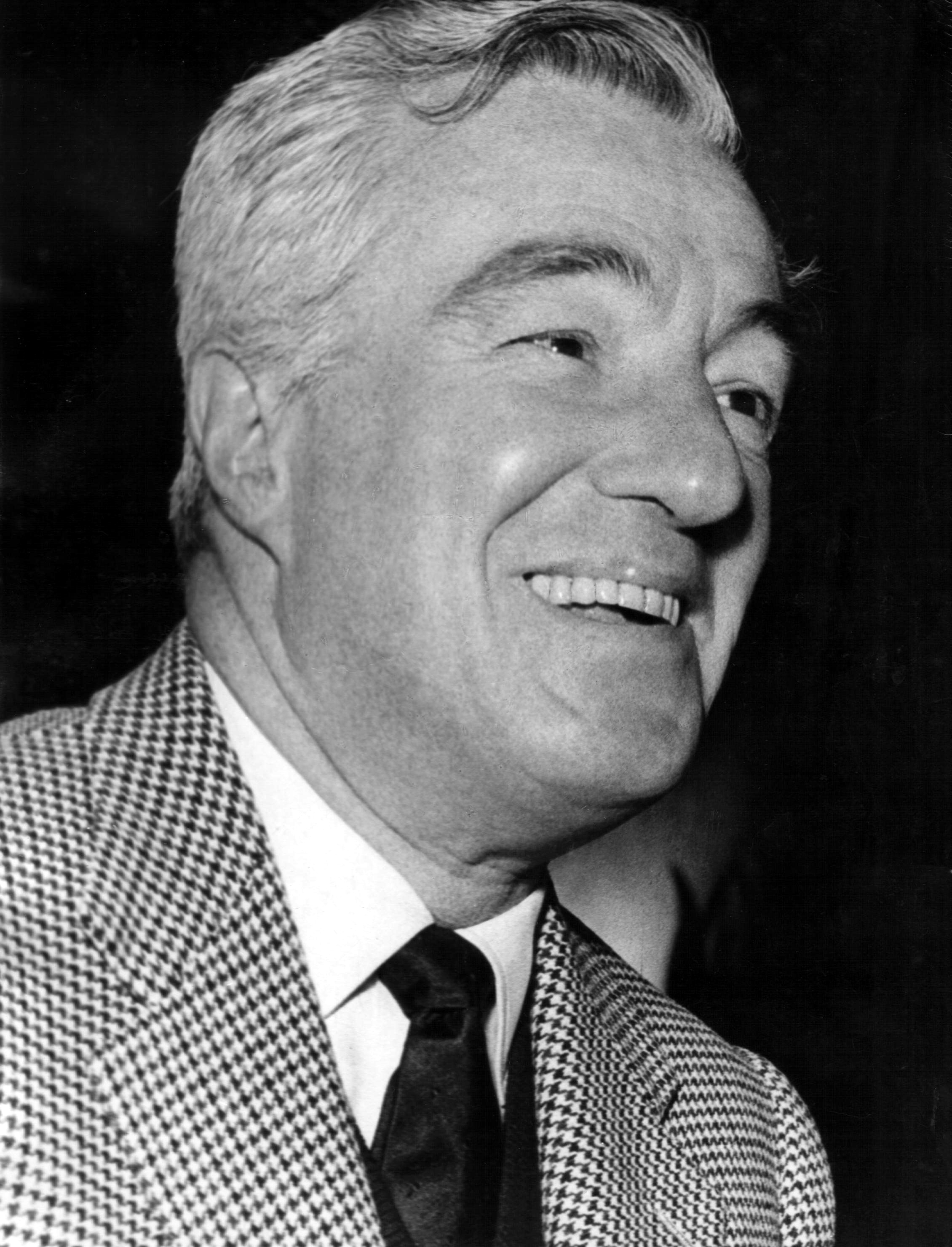
Vittorio De Sica, ganador del Gran Premio

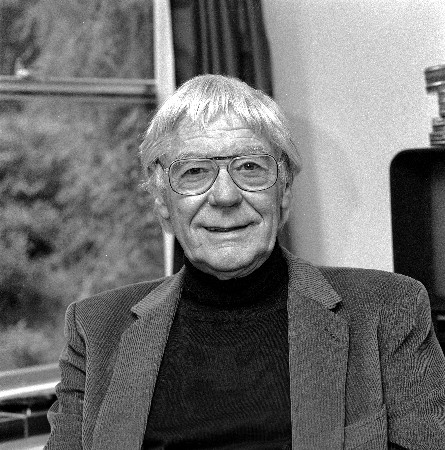
Bert Haanstra, ganador del Gran Premio

### Premios oficiales
Los galardonados en las secciones oficiales de 1951 fueron:
- Gran Premio: 
  - La señorita Julie  de Alf Sjöberg
  - Milagro en Milán de Vittorio De Sica
- Gran Premio del Jurado: Eva al desnudo de Joseph L. Mankiewicz
- Mejor Actor: Michael Redgrave por La versión Browning
- Mejor Actriz: Bette Davis por Eva al desnudo
- Mejor Director: Luis Buñuel por Los Olvidados
- Mejor Guion: Terence Rattigan por La versión Browning
- Mejor fotografía: José María Beltrán Ausejo for La balandra Isabel llegó esta tarde
- Mejor música: Joseph Kosma for Juliette ou La clef des songes
- Mejor dirección artística: Abram Veksler por Musorgskiy
- Premio especial: Los cuentos de Hoffman de Michael Powell y Emeric Pressburger
- Gran Premio al mejor cortometrajeː 
  - La Voie Est-Ouest de K. Gordon Murray
  - Ukraine en Fleurs de Mikhail Slutsky
  - Lettonie Soviètique de F. Kissiliov
  - Azerbaidjan Soviètique de F. Kissiliov y M. Dadachev
  - Esthonie Soviètique de V. Tomber y I. Guidine
- Gran Premio del Festival Internacional por el mejor film científico:
  - L'Eruption de l'Etna de Domenico Paolella

## Media
- Institut National de l'Audiovisuel: List of award-winners at the 1951 Cannes Festival (commentary in French)
- INA: Awarding of the "Victoire du cinéma français" awards at the opening of the 1951 Festival (commentary in French)